# Catapaguroides iris
Catapaguroides iris is een tienpotigensoort uit de familie van de Paguridae. De wetenschappelijke naam van de soort is voor het eerst geldig gepubliceerd in 1922 door Bouvier.